# ディスカバー 方舟の獣たち
『ディスカバー 方舟の獣たち』（ディスカバー はこぶねのけものたち）は、山下友美の漫画。『別冊花とゆめ』の1994年7月号から1995年4月号に連載されたが、2003年12月現在、単行本には収録されていない。
物語は、ダーウィンに進化論を奪われてしまう形になった動物学者ウォレスを描いている。